# Barend Mons
Barend Mons (Den Haag, 1957) is een Nederlands moleculair bioloog en FAIR-dataspecialist. Het eerste decennium van zijn wetenschappelijke carrière besteedde hij aan fundamenteel onderzoek naar malariaparasieten en later aan translationeel onderzoek naar malariavaccins. In het jaar 2000 stapte hij over naar geavanceerd databeheer en (biologische) systeemanalyse. Hij staat vooral bekend om innovaties in wetenschappelijke samenwerking en communicatie, met name nanopublicaties en op kennisgrafieken gebaseerde ontdekkingen.
In 2012 werd Mons benoemd tot hoogleraar biosemantiek bij de afdeling Humane Genetica van het Leids Universitair Medisch Centrum (LUMC).  
In 2014 organiseerde hij de FAIR-conferentie in het Lorentz-centrum die leidde tot het FAIR-data-initiatief en GO FAIR.
In 2015 werd hij benoemd tot voorzitter van de High Level Expert Group on the European Open Science Cloud.
Van 2018 tot 2023 was Barend Mons de gekozen president van CODATA, de aangesloten organisatie voor onderzoeksdata-gerelateerde kwesties van de International Science Council. Hij was ook de Europese vertegenwoordiger in de Board on Research Data and Information (BRDI) van de National Academies of Sciences, Engineering, and Medicine in de VS. In 2023 werd hij tevens benoemd tot hoogleraar bij het Leiden Academic Centre for Drug Research.
In 2024 werd hij benoemd tot fellow van de International Science Council. Bij zijn emeritaat in 2024 werd hij door de Nederlandse koning benoemd tot ridder in de Orde van de Nederlandse Leeuw, de oudste en hoogste onderscheiding voor culturele en wetenschappelijke bijdragen aan de internationale samenleving.
Hij is spreker over FAIR en open science over de hele wereld en maakt nog steeds deel uit van verschillende nationale en internationale besturen.
- Bibsys: 1542227322754
- DBLP: 81/3332
- Gemeinsame Normdatei: 1197630112
- International Standard Name Identifier: 0000 0000 2746 2302
- Library of Congress Control Number: n86084308
- NARCIS: PRS1291921
- Nationale Bibliotheek van Tsjechië: xx0260625
- Nederlandse Thesaurus van Auteursnamen: 071978348
- ORCID: 0000-0003-3934-0072
- Système universitaire de documentation: 242772897
- Virtual International Authority File: 65489778
- WorldCat: E39PBJvRR6bcMgRmg3gkfqBMfq